# Groß Sisbeck

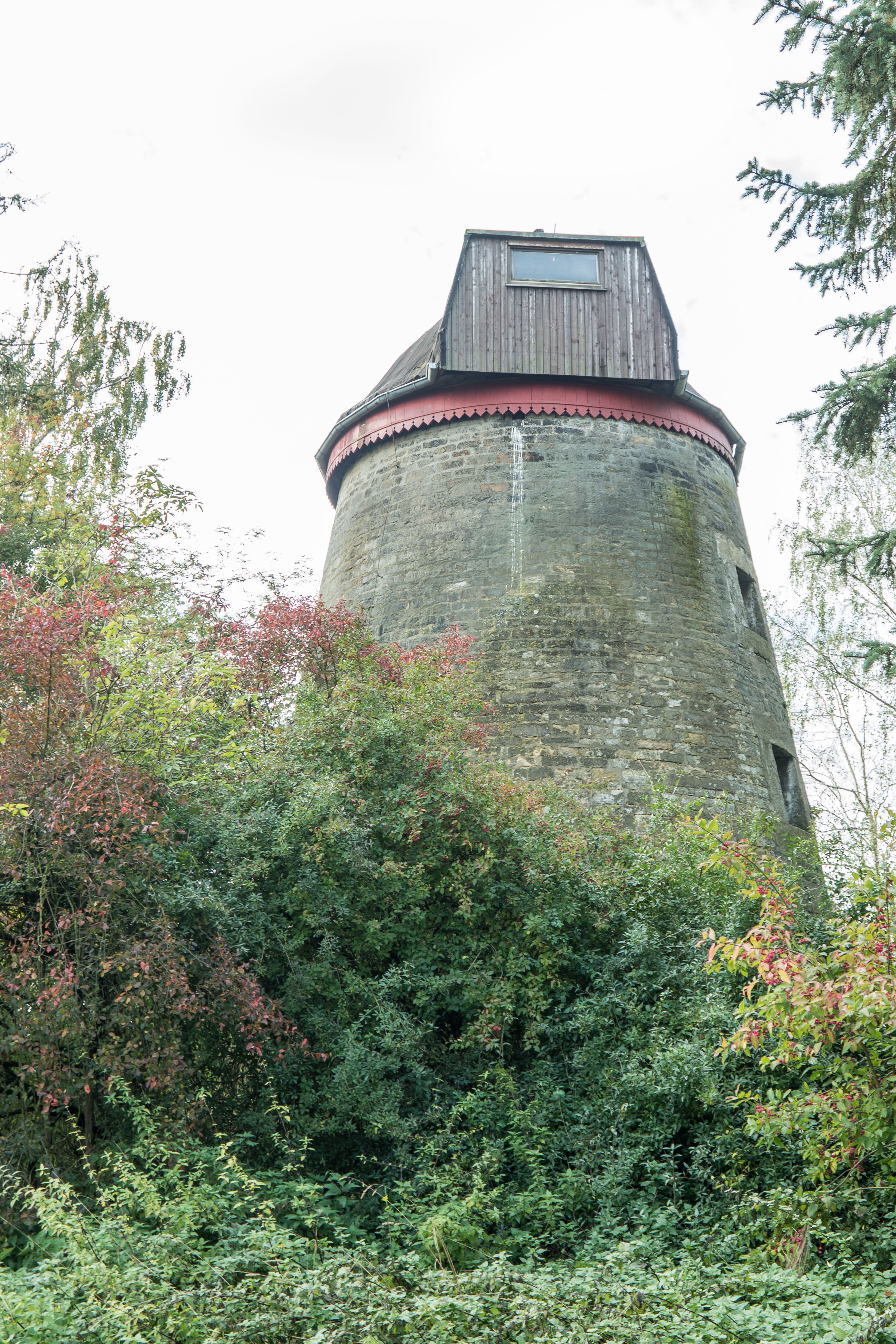
Turmholländer (2015)

Groß Sisbeck ist ein Ortsteil der Gemeinde Groß Twülpstedt im Osten des niedersächsischen Landkreises Helmstedt.

## Geografie und Verkehrsanbindung
Groß Sisbeck liegt südlich des Kernortes Groß Twülpstedt an der B 244, die von Helmstedt nach Wittingen führt. Durch den Ort fließt die Kleine Lapau, ein Nebenfluss der Lapau, die wiederum ein linker Nebenfluss der Aller ist. Die Landesgrenze zu Sachsen-Anhalt verläuft 4,5 km entfernt südöstlich. Der Ort wird durch den weitläufigen Gutshof des früheren Rittergutes beherrscht.

## Geschichte
Groß Sisbeck wird urkundlich erstmals 1100 (andere Quellen sprechen von 1150) als Sesbeke erwähnt. Das Ludgerikloster zu Hildesheim beurkundet 1160 zwanzig Hufen Land in Sesbeke orientali (Ost-Sisbeck) als sein Eigen. Diese Besitzungen, inzwischen auf 21 Hufen gewachsen, befreite Pfalzgraf Heinrich V. (genannt der Ältere) von allen Lasten dem Kloster gegenüber. im 15. Jahrhundert belehnte Herzog Wilhelm der Ältere die Familie von Bartensleben mit dem Zehnten und der Gerichtsbarkeit zu „groten Sesebecke“.
1602 wurde der Ort von den Braunschweigern geplündert. Um diese Zeit standen hier ca. 40 Häuser mit dem Rittergut zusammen. Im Jahre 1631 wechselte das Gut erneut den Besitzer. Der Helmstedter Professor Johann Stucke erhielt das Dorf von Herzog Friedrich Ulrich von Braunschweig-Wolfenbüttel zum Dank und Lohn für die zahlreichen Prozesse, die er für die Welfen geführt hatte. Dieser übergab es seinem Schwiegersohn Professor Hermann Conring, dem Begründer der deutschen Staatsrechtslehre.

## Wappen
| Wappen von Groß Sisbeck | Blasonierung: „Schräg geteilt von Blau und Gold; belegt mit einer Wolfsangel, die oben als Barte gestaltet ist, in verwechselten Farben.“ |
| Wappen von Groß Sisbeck | Wappenbegründung: Die Wolfsangel wurde wegen ihrer Ähnlichkeit mit dem Anfangsbuchstaben „S“ für Sisbeck gewählt. Die Barte spielt auf den Namen der Familie von Bartensleben auf der Wolfsburg an, zu deren Herrschaft das Dorf seit 1475 gehörte. Die blau-gelben braunschweigischen Landesfarben dokumentieren die Anhängigkeit an das Land Braunschweig. Das Wappen wurde vom Heraldiker Philipp Schmidt gestaltet, am 21. Februar 1961 vom Gemeinderat beschlossen und am 25. April 1961 vom braunschweigischen Verwaltungspräsidenten genehmigt. |

## Sehenswürdigkeiten
- Turmholländer

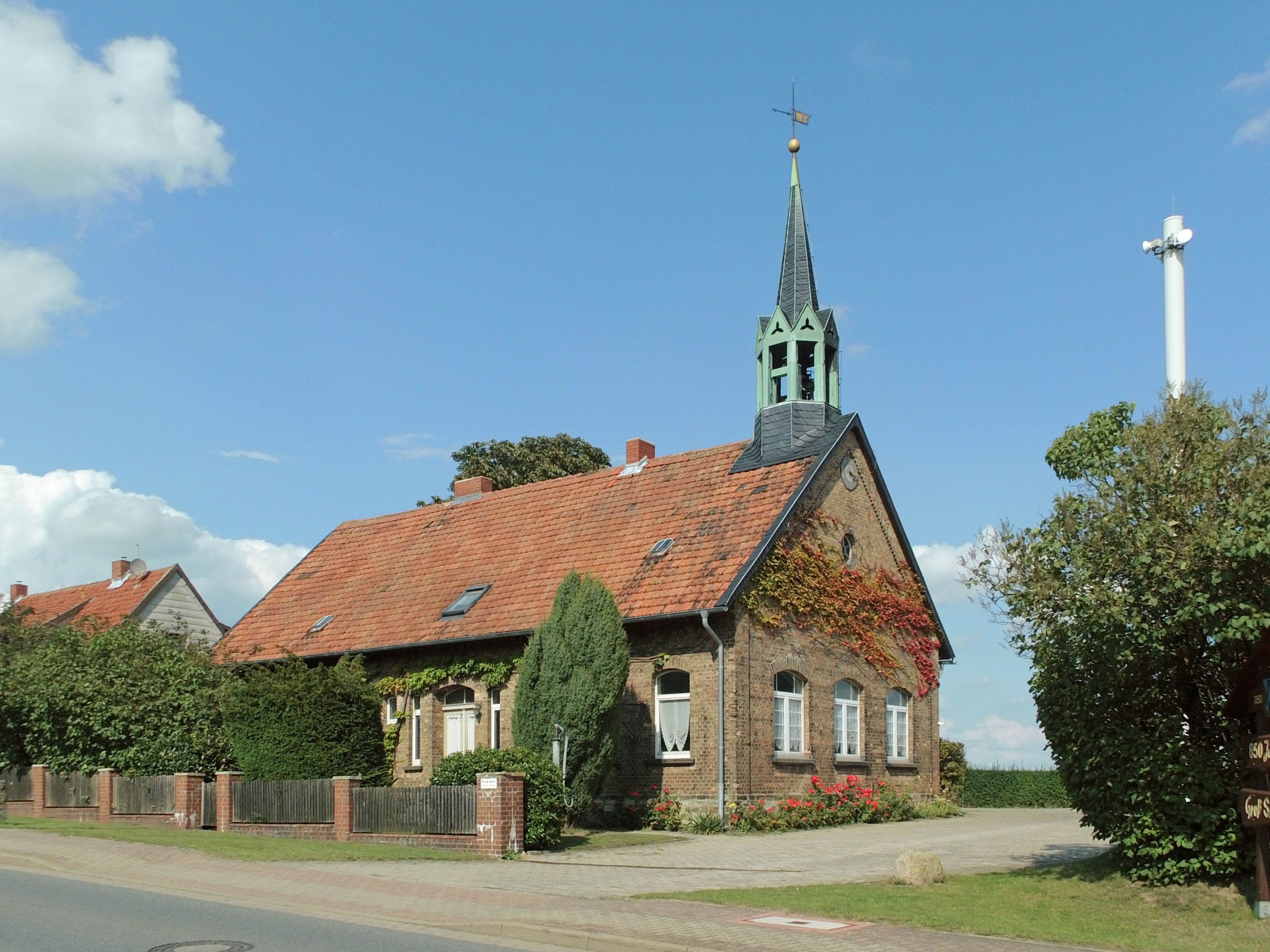
Ehemalige Schule (2014)

- Die ehemalige Schule ist heute ein Privathaus.

## Vereine
- Feuerwehr Groß Sisbeck
- Schützenverein Groß Sisbeck[3]